# Sorbus shirinensis
Sorbus shirinensis är en rosväxtart som beskrevs av E. Hadac och J. Chrtek. Sorbus shirinensis ingår i släktet oxlar, och familjen rosväxter. Inga underarter finns listade i Catalogue of Life.